# Coma Black

Coma Black est le quinzième titre de l'album Holy Wood (In the Shadow of the Valley of Death), par le groupe de metal américain Marilyn Manson. Il est écrit par le chanteur et leader du groupe Marilyn Manson.
Coma Black sert d'introduction à Coma White, qui se retrouve sur l'album Mechanical Animals.
Le morceau est divisé en deux parties distinctes : Eden Eye et Apple of Discord.